# Тамтакос, Янис
Янис Тамтакос (греч. Γιάννης Ταμτάκος; 1908 — 4 января 2008) — греческий политический активист левого толка, первоначально придерживавшийся троцкистских, а позже — анархистских взглядов. Из-за своей политической деятельности его преследовали как оккупационные силы фашистской Оси, так греческое государство и Национально-освободительный фронт (ЭАМ). Прожив неполных 100 лет, он оставался последним живым активным участником всеобщей забастовки 1936 года в Салониках.

## Биография
Родился в 1908 году в городе Фоча (Османская империя). В 1914 году его семья бежала от преследований анатолийских греков в Грецию, где он был вынужден зарабатывать себе на жизнь в качестве уличного торговца симитами, а затем чистильщиком обуви. В 1918—1919 годах в возрасте 11 лет он впервые участвовал в рабочих митингах, в том числе в Первомае в районе Евангелистрия, Салоники.
В 1924 году впервые встретился со сторонниками археомарксизма и примкнул к ним. Работая сапожником, принимал участие в каждом рабочем выступлении в Салониках, был избран членом комитета (1926—1927) и секретарём (1928—1929) городского профсоюза сапожников. Позже он был активен в союзе безработных. В 1931 году, когда он шагал впереди демонстрации безработных на площади Синтривани в Салониках, на него напала группа полицейских во главе с племянником начальника полиции. Полицейский выстрелил ему в щеку, пуля поранила язык, и Тамтакос не лишился речи лишь благодаря последующим операциям.
После жестокого подавления восстания рабочих 1936 года, он вместе с еще 52 рабочими был признан виновным судом Эдессы как организатор стачки мая 1936 года в Салониках. Он был сослан во внутреннюю ссылку, где находился с 1937 по 1942 год. Правительство Цудероса, прежде чем покинуть страну в апреле 1941 года, сослало его на Гавдос. Многие из его сокамерников на Гавдосе были переданы немецким оккупационным властям, а затем казнены во время оккупации Греции странами Оси.
Считая себя революционером, во время Второй мировой войны он не присоединялся к ЭАМ, которому вменял соглашательство с монархическим греческим правительством и буржуазией. В 1942 году он встретился с Корнелиусом Касториадисом, чьё мнение о бюрократизации коммунистических партий впоследствии принял.
Вместе с Касториадисом и другими своими товарищами (Агисом Стинасом, Димостенисом Вурсукисом, Макрисом, Крокосом), он отстаивал принципы пораженчества и революционного интернационализма. Из-за этой позиции Тамтакос и его товарищи подвергались преследованиям со стороны не только немецких оккупантов и коллаборационистских батальонов безопасности, но и антинацистских сил. К тому же, он обвинял силы ЭАМ-ЭЛАС в сталинизме. Ему несколько раз удавалось избежать расправы со стороны ЭАМ-ЭЛАС, поскольку он использовал несколько подпольных псевдонимов и прозвищ. Во время Гражданской войны в Греции он скрывался в доме в Афинах.
В 1948 году его троцкистская организация, представленная Касториадисом, участвовала во втором Всемирном конгрессе Четвёртого Интернационала. Однако к этому моменту Касториадис и Тамтакос уже отошли от троцкизма в сторону левого коммунизма.
Тамтакос покинул Грецию в 1951 году, став иммигрантом, приглашённым в Австралию для работы на заводе General Motors. В 1966 году он вернулся на родину, где оставался до конца своей жизни.
В 80-е годы он был идейно и политически связан с антиавторитарной сценой Салоник. Несмотря на преклонный возраст, он принимал участие во всех рабочих митингах города.
Он умер 4 января 2008 года, за несколько дней до своего 100-летия, и его политические похороны прошли на следующий день на кладбище в Малакопи.

## Сочинения
Его книга «Воспоминания о жизни в революционном движении», опубликованная в марте 2003 года, содержит расшифровки записанных самобиографических рассказов, отображающих исторические и политические события прошлого века. Часть его личного дневника ранее была опубликована в 1995 году в газете «Альфа».
Янис Тамтакос был одним из главных героев фильма «Курсаль» режиссера Никоса Теодоссиу.